# 桑德里奇 (紐約州)
桑德里奇（英語：Sand Ridge）是位於美國紐約州奧斯威戈縣的普查規定居民點。

## 人口
根據2020年美國人口普查的數據，桑德里奇的面積為7.21平方千米，當中陸地面積為7.01平方千米，而水域面積為0.20平方千米。當地共有人口992人，而人口密度為每平方千米137.59人。